# Ile Macaque
Ile Macaque (Île Macaque, Île aux Macaques, Macaques) ist eine winzige Insel der Seychellen und die Hauptinsel des Atolls Cosmoledo in den Outer Islands.

## Geographie
Die Insel liegt im westlichen Riffsaum des Atolls zusammen mit mehreren kleinen Ausläufern der Hauptinsel Menai: Ile L’Anse, Ilot Lacroix, Ile des Rats und Ile Chauve Souris. Die Insel hat eine Fläche von 0,55 ha.